# Sons of Confederate Veterans

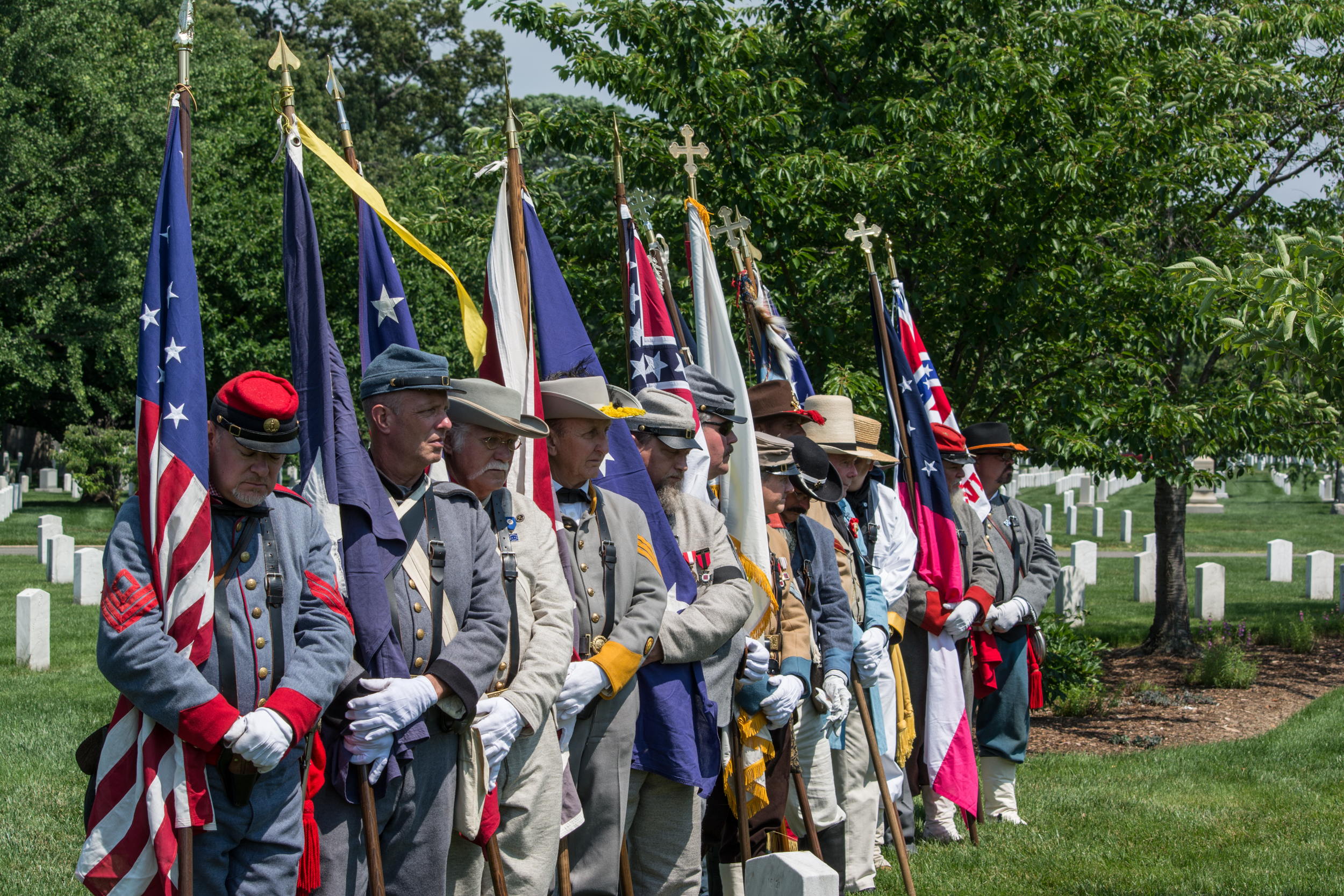
Grup de veterana del grup.

Bandera de la Confederació (1865).

Sons of Confederate Veterans (en català: Els Fills dels Veterans Confederats) és una organització fraternal sudista creada el 1896 a Richmond (Virgínia), i oberta als descendents masculins dels veterans de guerra dels Estats Confederats d'Amèrica. Va sorgir de la United Confederate Veterans, formada a Nova Orleans set anys abans. La seva seu, es troba actualment a Columbia (Tennessee). Tanmateix, l'associació no té pas cap vincle amb grups neoconfederats o supremacistes blancs.